# Palazzo Gritti a San Francesco della Vigna

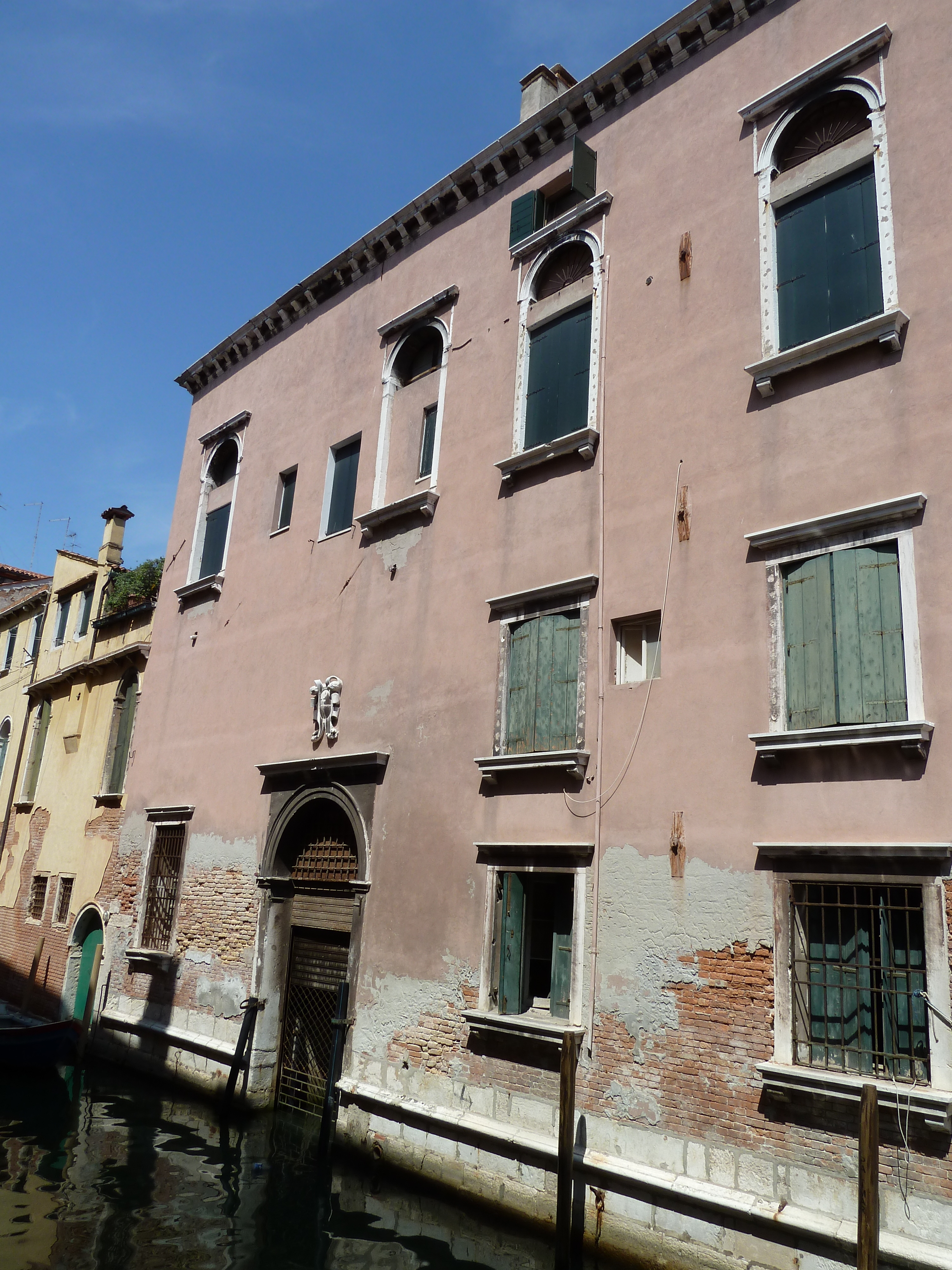
Fassade zum Wasser des Palazzo Gritti a San Francesco della Vigna

Palazzo Gritti a San Francesco della Vigna, auch Palazzo della Nunziatura, ist ein Palast in Venedig in der italienischen Region Venetien. Er liegt im Sestiere Castello mit Blick auf den Rio di San Francesco della Vigna, ganz in der Nähe der Kirche San Francesco della Vigna.

## Geschichte
Der Palast wurde 1525 im Auftrag des Dogen Andrea Gritti als Wohnhaus zum Einzug nach seinem Rückzug vom Amt erbaut. Das Baujahr ist an einem Schild an der Fassade zu ersehen. Nach dem vorzeitigen Tod des Eigentümers fiel das Wohnhaus an die Familien Contarini und Morosini. Später wurde der Palast für 25.000 Dukaten an die Republik Venedig verkauft. 1564 schenkte man ihn dem Papst Pius IV., der ihn zum Sitz seines eigenen, apostolischen Nuntius machte, der vorher keinen festen Sitz gehabt hatte.

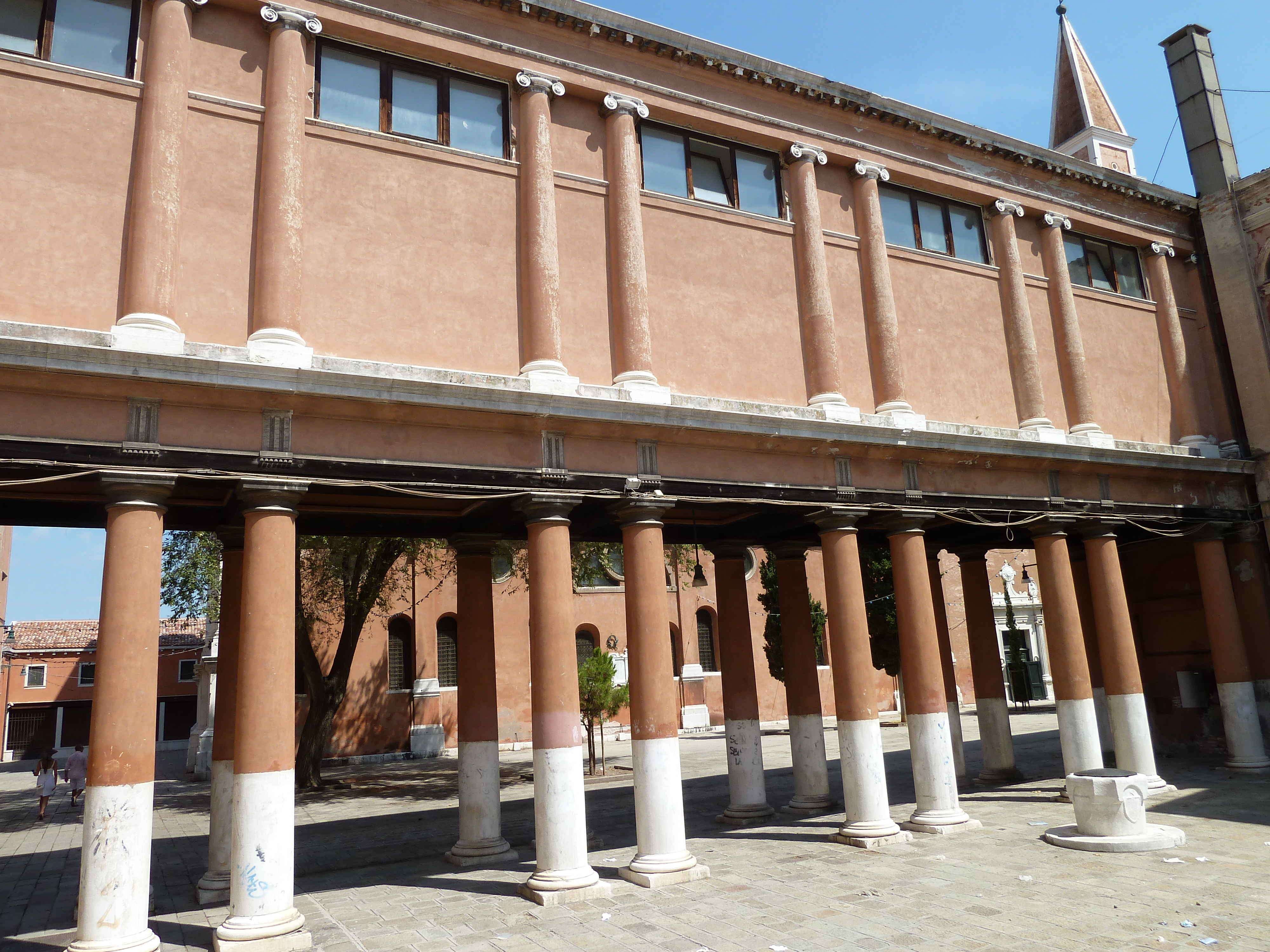
Kolonnadenüberführung zum Franziskanerkloster

Im 19. Jahrhundert fiel der Palast an die Franziskaner, die ihn mit einer vom Architekten G. A. Pagazzi geplanten Kolonnadenüberführung mit dem eigenen Kloster verbanden. Im Ersten Weltkrieg wurde der Palast als Militärgefängnis verwendet. Heute ist er ein privates Wohnhaus.

## Beschreibung
Der Palast ohne großes architektonisches Interesse hat drei Fassaden und einen Innenhof in der Mitte. Er ist nur für sein Vierfachfenster in der Mitte der Hauptfassade bekannt, das teilweise zugemauert wurde, und für seine drei Portale, eines in jeder Fassade. Das in der Seitenfassade, bei Weitem das beeindruckendste, hat ein Architrav. Es zeigt ein dreieckiges Tympanon und drei Wappen. Das Portal an der Hauptfassade unterhalb des Vierfachfensters sieht einfach aus und imitiert das erstgenannte. Das Portal zum Wasser hat einen Rundbogen und ein Wappen.